# Héctor Sosa
Héctor Sosa (12 de maio de 1979) é um ex-futebolista profissional paraguaio que atuava como meia.

## Carreira
Héctor Sosa representou a Seleção Paraguaia de Futebol nas Olimpíadas de 1992.